# Pachypleurum
Pachypleurum es un género de plantas  pertenecientes a la familia Apiaceae. Comprende 19 especies descritas y de estas, solo 5 aceptadas.

## Taxonomía
El género fue descrito por Karl Friedrich von Ledebour y publicado en Flora Altaica 1: 296. 1829. La especie tipo es: Pachypleurum alpinum Ledeb.		

## Especies
A continuación se brinda un listado de las especies del género Pachypleurum aceptadas hasta julio de 2013, ordenadas alfabéticamente. Para cada una se indica el nombre binomial seguido del autor, abreviado según las convenciones y usos.
- Pachypleurum alpinum Ledeb.
- Pachypleurum lhasanum H.T. Chang & Shan
- Pachypleurum muliense Shan & F.T. Pu
- Pachypleurum nyalamense H.T. Chang & Shan
- Pachypleurum xizangense H.T. Chang & Shan